# Le Veurdre

Le Veurdre este o comună în departamentul Allier din centrul Franței. În 1 ianuarie 2022 avea o populație de 476 de locuitori.